# Jun Endō
Jun Endō (遠藤 純?, Endō Jun; Shirakawa, 24 maggio 2000) è una calciatrice giapponese, attaccante dell'Angel City e della nazionale giapponese.

## Palmarès

### Club
- Campionato giapponese: 2

Nippon TV Beleza: 2018, 2019

### Nazionale
- Campionato mondiale under 20: 1

2018
- Campionato femminile di calcio della Federazione calcistica dell'Asia orientale: 1

2019